# Cinnyris
Cinnyris es un género de aves paseriformes perteneciente a la familia Nectariniidae. Algunos de sus miembros anteriormente se incluían en el género Nectarinia.
Son pájaros pequeños que se alimentan principalmente de néctar, aunque también atrapan insectos, especialmente cuando alimentan sus crías. El vuelo con sus alas cortas es rápido y directo.

## Especies
Se reconocen 63 especies:
- Cinnyris chloropygius - suimanga ventrioliva;
- Cinnyris minullus - suimanga enano;
- Cinnyris manoensis - suimanga del Miombo oriental;
- Cinnyris gertrudis - suimanga del Miombo occidental;
- Cinnyris chalybeus - suimanga acerado;
- Cinnyris neergaardi - suimanga de Neergaard;
- Cinnyris stuhlmanni - suimanga de Stuhlmann;
- Cinnyris whytei - suimanga de Whyte;
- Cinnyris prigoginei - suimanga de Prigogine;
- Cinnyris ludovicensis - suimanga angoleño;
- Cinnyris reichenowi - suimanga de Preuss;
- Cinnyris afer - suimanga bicollar;
- Cinnyris regius - suimanga real;
- Cinnyris rockefelleri - suimanga de Rockefeller;
- Cinnyris mediocris - suimanga del Kilimanjaro;
- Cinnyris usambaricus - suimanga de los Usambara;
- Cinnyris fuelleborni - suimanga de Fülleborn;
- Cinnyris moreaui - suimanga de Moreau;
- Cinnyris loveridgei - suimanga de Loveridge;
- Cinnyris pulchellus - suimanga colilargo;
- Cinnyris mariquensis - suimanga del Marico;
- Cinnyris shelleyi - suimanga de Shelley;
- Cinnyris hofmanni - suimanga de Hofmann;
- Cinnyris congensis - suimanga congoleño;
- Cinnyris erythrocercus - suimanga pechirrojo;
- Cinnyris nectarinioides - suimanga ventrinegro;
- Cinnyris bifasciatus - suimanga bandeado;
- Cinnyris tsavoensis - suimanga del Tsavo;
- Cinnyris chalcomelas - suimanga pechivioleta;
- Cinnyris pembae - suimanga de Pemba;
- Cinnyris bouvieri - suimanga de Bouvier;
- Cinnyris osea - suimanga palestino;
- Cinnyris habessinicus - suimanga brillante;
- Cinnyris coccinigastrus - suimanga espléndido;
- Cinnyris johannae - suimanga de Johanna;
- Cinnyris superbus - suimanga soberbio;
- Cinnyris rufipennis - suimanga alirrojo;
- Cinnyris oustaleti - suimanga de Oustalet;
- Cinnyris talatala - suimanga pechiblanco;
- Cinnyris venustus - suimanga variable;
- Cinnyris fuscus - suimanga oscuro;
- Cinnyris ursulae - suimanga de Úrsula;
- Cinnyris batesi - suimanga de Bates;
- Cinnyris cupreus - suimanga cobrizo;
- Cinnyris asiaticus - suimanga asiático;
- Cinnyris jugularis - suimanga dorsioliva;
- Cinnyris buettikoferi - suimanga de Sumba;
- Cinnyris solaris - suimanga de Timor;
- Cinnyris sovimanga - suimanga malgache;
- Cinnyris notatus - suimanga piquilargo;
- Cinnyris dussumieri - suimanga de Seychelles;
- Cinnyris humbloti - suimanga de Humblot;
- Cinnyris comorensis - suimanga de Anjouan;
- Cinnyris coquerellii - suimanga de Mayotte;
- Cinnyris lotenius - suimanga de Loten;
- Cinnyris aurora - suimanga de Palawan;
- Cinnyris clementiae - suimanga de Clementia;
- Cinnyris frenatus - suimanga de Sahul;
- Cinnyris idenburgi - suimanga de Rand;
- Cinnyris infrenatus - suimanga de Tukangbesi;
- Cinnyris ornatus - suimanga ornado;
- Cinnyris teysmanni - suimanga de Flores;
- Cinnyris hellmayri - suimanga árabe.